# ミドリヒロハシ
ミドリヒロハシ（学名：Calyptomena viridis）は、スズメ目ヒロハシ科に分類される鳥類の一種。

## 分布
ボルネオ島、スマトラ島、マレー半島